# لويس هنري دي باردايون دي غونغان ماركيز مونتيسب
لويس هنري دي باردايون دي غونغان (بالفرنسية: Louis Henri de Pardaillan de Gondrin)‏ ماركيز مونتيسب وأنتون(1640 - 1 ديسمبر 1691)؛ هو أحد نبلاء فرنسا في القرن السابع عشر، ومن المعروف عنه أنه زوج مدام مُونتيسب عشيقة الملك لويس الرابع عشر التي أنجبت له سبعة أبناء.

## السيرة الذاتية
ينتمي لويس هنري إلى أسرة باردايون دي غونغان ذو أصول غاسكونية، أصبح منذ فبراير 1663 متزوجاً من فرانسواز دي روششوا دي مورتيما، اشتهرت زوجته دي روششوا بجمالها وأثنويتها في البلاط الملكي وخاصة أنها أصبحت أحد وصيفات الملكة مما يتطلب بقائهم في باريس، ومن أجل جمع الثروة وكسب الشهرة قرر لويس هنري الخوض في مجال الحروب، أيضا شارك في معارك على حدود جبال البرانس، وبعد رجوعه بعد أحد عشر شهراً من ذلك وجد زوجته أصبحت حاملاً من الملك، بعد أن أصبحت العشيقة الرسمية في 1667، وبدلاً من قبولها كـ الديوث (وخاصةً عندما يكون الملك هو من يقوم الزنا مع زوجته)، إلا أنه قام بإثارة الفضيحة في البلاط الملكي، ففي أحد مرات أثناء إقامة الملك في سن جرمن آن له قام بتزيين عربته بالقرون (هو رمز تقليدي لزوج الذي يتم اتهامه بالديوث)؛ على أثر ذلك تم سجنه على الفور، ومع ذلك تم إطلاق سراحه ونفيه إلى أراضيه في غويان (جنوب غرب فرنسا)، إلا أنه لم يتوقف عن التحريض وإثارة الفضائح، وأيضا قام بقداس الموتى على شرف زوجته التي مازالت حية وأجبر ابنيه على حضور جنازة والدتهم، ووضع صليب خشبي بسيط على قبرها المزيف مزين بتاريخ 1663-1667.
لاحقاً تم اتهامه بخطف فتاة صغيرة مما يعرضه للسجن مدى الحياة في سجن بينيرولو، إلا أنه فر مع ابنه الوحيد إلى إسبانيا وبقى لمدة عام تقربياً ولكن بسبب إن البلاد كانت في حالة الحرب مع فرنسا، رجع إلى غويان، عرض عليه الملك لقب الدوق حتى تصبح زوجته هي الأخرى الدوقة، إلا أنه رفض ذلك.
بعد إنجاب زوجته للملك سبعة أبناء غير شرعيين، تم إبعادها عن فرساي في 1691 وإدخالها إلى الدير لبقية حياتها، على الرغم من أنه تلقى رسالة تطالب فيه إرجاعه، إلا أنه رفض ذلك وخاصة بعد اشتداد عليه المرض، توفي لويس هنري في 1 ديسمبر 1691، لاحقاً ابنه كمكافأة له سيصبح دوق أنتون، في حين ستبقى زوجته في الدير حتى وفاتها 1707.

## الذرية
انجبت زوجته له ابنة ابن؛ ومن مجمل تسعة أبناء لها:-
- ماري كريستين (1663-1675).
- لويس أنطون (1665-1736)؛ في المستقبل دوق أنتون، سلالته انقرضت مع 1757.